# María del Carmen Almendras
María del Carmen Almendras Camargo (Cochabamba, Bolivia; 8 de enero de 1973) es una abogada y diplomática Fue la Vicecanciller de Bolivia desde el 11 de diciembre de 2017 hasta el 10 de noviembre de 2019 durante el tercer gobierno del presidente Evo Morales Ayma.

## Biografía
María del Carmen Almendras nació el 8 de enero de 1973 en la ciudad de Cochabamba. Comenzó sus estudios escolares en 1979, saliendo bachiller el año 1990. Ya desde sus 15 años de edad (en 1988), María del Carmen integraba movimientos de defensa de derechos humanos.
Continuó con sus estudios profesionales ingresando en 1991 a estudiar la carrera de derecho. Se graduaría como abogada de profesión el año 1996. 
Desde 1996 hasta 1998, María del Carmen trabajó como responsable del Programa Migrante de "Pastoral Social" de la ciudad de Sucre. En 1999 fue también responsable del Programa Tierra de "Caritas Boliviana", dependiente de la Conferencia Episcopal de Bolivia. 
En 2003, María del Carmen pasa a ocupar el cargo de coordinadora general de Carítas Boliviana de la Conferencia Episcopal de Bolivia. Ocupó este cargo hasta mayo de 2007.

### Embajadora de Bolivia en España (2007-2015)
María del Carmen fue embajadora de Bolivia en España por alrededor de un largo periodo de 8 años continuos, desde septiembre de 2007 hasta enero de 2015. A la vez, fue también embajadora concurrente de Bolivia en Marruecos. 
Después de ser embajadora, Almendras estuvo en el cargo de directora general de relaciones bilaterales en el Ministerio de Relaciones Exteriores de Bolivia. Ocupó ese puesto desde mayo de 2015 hasta junio de 2016.

### Viceministra de gestión institucional y consular (2017)
En febrero de 2017, el entonces canciller Fernando Huanacuni, decide posesionar a María del Carmen Almendras como la nueva viceministra de gestión institucional y consular de Bolivia. Permaneció en el cargo hasta el mes de diciembre de ese mismo año. 

### Vicecanciller de Bolivia (2017-2019)
En diciembre de 2017, el entonces canciller Fernando Huanacuni posesionó a Almedras como la nueva Vicecanciller de Bolivia. Posteriormente el canciller Diego Pary decidió mantenerla en el cargo.